# Commonwealth Bank Tennis Classic 1994
Il Commonwealth Bank Tennis Classic 1994 è stato un torneo di tennis giocato sul cemento. È stata la 2ª edizione del Commonwealth Bank Tennis Classic, che fa parte della categoria Tier IV nell'ambito del WTA Tour 1994. Si è giocato a Surabaya  in Indonesia, dal 7 al 13 novembre 1994.

## Campionesse

### Singolare
Elena Wagner ha battuto in finale  Ai Sugiyama che si è ritirata sul punteggio di  2–6, 6–0

### Doppio
Yayuk Basuki /  Romana Tedjakusuma hanno battuto in finale  Kyōko Nagatsuka /  Ai Sugiyama per walkover